# Александар Аца Павловић
Александар Аца Павловић (Горњи Милановац, 1883 – Београд, 1969) био је српски политичар. 

## Биографија
Рођен је у породици среског начелника. Студирао је на Правном факултету у Београду. Учествовао је у мартовским демонстрацијама 1903. године. Након устоличења краља Петра I и промене режима, Павловић је основао Српску социјал-демократску партију заједно са Туцовићем, Лапчевићем, Драговићем и осталима. Након конгреса у Вуковару, одвојио се од комуниста оснивајући Социјалистичку партију Југославије заједно са Живком Топаловићем и другима.
Био је резервни официр у балканским ратовима и у Првом светском рату. Године 1941. био је мобилисан после напада Немачке на Југославију. Касније је послат у логор у Оснабрику из којег је 1943. године пуштен због лошег здравља и старости. Следеће године, као представник своје странке, учествовао је у раду Светосавског конгреса у селу Ба.
Као члан Централног отаџбинског комитета био је осуђен на казну лишења слободе са принудним радом у трајању од десет година уз конфискацију целокупне имовине од стране нове власти. Поред тога, и 1958. године био је поново осуђен за непријатељску делатност против државе на осам година робије. Након две године био је пуштен из притвора захваљујући интервенцијама Социјалистичке интернационале.
Умро је и сахрањен је у Београду 1969. године.

## Књига „1914. Људи и догађаји, идеје и идеали”
Александар Аца Павловић аутор је публикације под насловом „1914. Људи и догађаји, идеје и идеали”. Књига од око 470 страна објављена је постхумно – тек 2002. године, и то захваљујући његовим ћеркама Милици и Лели. Реч је о његовом дневнику. Претпоставља се да књига није штампана током његовом живота имајући у виду његово политичко ангажовање.